# Gornji Črnci
Gornji Črnci este o localitate din comuna Cankova, Slovenia, cu o populație de 162 de locuitori.